# 유진 (고려)
유진(劉瑨, ? ~ 1019년)은 고려 전기의 문신이다. 본관은 충주(忠州)이며, 대원현(大原縣) 출신이다.

## 생애
고려 태조의 제3비가 된 충주 유씨(忠州劉氏) 신명왕후(神明王后)의 아버지인 내사령(內史令) 유긍달(劉兢達)과 같은 왕실의 외척 가문에서 태어났다.
유진은 사람됨이 청렴하고 올바르며, 풍채가 멋있었다. 고려 광종(光宗) 말에 처음 벼슬하여 내승지(內承旨)가 되었고, 목종(穆宗) 때에는 여러 차례 승진하여 이부상서 참지정사(吏部尙書 叅知政事)가 되었다.
1009년 현종(顯宗)이 즉위하자 상서좌복야(尙書佐僕射)에 제수되었고, 1011년(현종 2)에는 내사시랑평장사(內史侍郎平章事), 1012년에는 문하시랑(門下侍郞)을 역임하였으며, 1014년 검교태사 수문하시중(檢校太師 守門下侍中)이 되었다.
당시 동료들과 함께 아뢰기를, “백성들이 전염병[疫癘]에 걸리고 음양이 계절에 맞지 않는 것은, 형벌을 다스림이 시기에 맞지 않기 때문입니다. 삼가 『월령(月令)』을 살펴보면, ‘3월의 절기에는 감옥[囹圄]을 살펴서 죄수들의 족쇄와 수갑[桎梏]을 풀어주고, 고문과 매질[肆掠]을 하지 않으며, 송사(訟事)를 정지한다. 4월의 중기(中氣)에는 중죄인을 너그럽게 다스리고, 죄가 가벼운 사람[輕繫]은 석방한다. 7월의 중기에는 감옥을 수선하고, 형구를 갖추며, 가벼운 형벌은 집행하고, 작은 범죄는 처결한다.’고 하였습니다. 또한 『옥관령(獄官令)』을 살펴보면, ‘입춘부터 추분까지는 사형 판결을 아뢸 수 없지만, 악역(惡逆)을 범한 자의 경우는 이 법령에 구애받지 않는다.’고 하였습니다. 그러나 아마 법을 집행하는 관리들이 모두 상세히 살피지 못한 것 같으니, 엎드려 청하옵건대 오늘 이후로는 안팎의 해당 관청이 모두 법령에 따라 시행하게 하소서.”라고 하니, 왕이 따랐다.
1019년(현종 10년)에 죽으니 사흘 동안 조회를 정지하였고, 내사령(內史令) 관직을 추증하였다.
유진은 여러 왕을 섬기면서 항상 왕을 가까이 모시는 직책을 맡았고, 외직을 맡은 일이 없었다. 비록 왕에게 간언[獻替]하지는 못하였지만 자못 재상[公輔]으로서의 명망이 있었다.

## 가계
- 아버지 : 충주 유씨(忠州劉氏)
- 어머니 : 미상
  - 문신 : 유진(劉瑨)